# Kazys Almenas

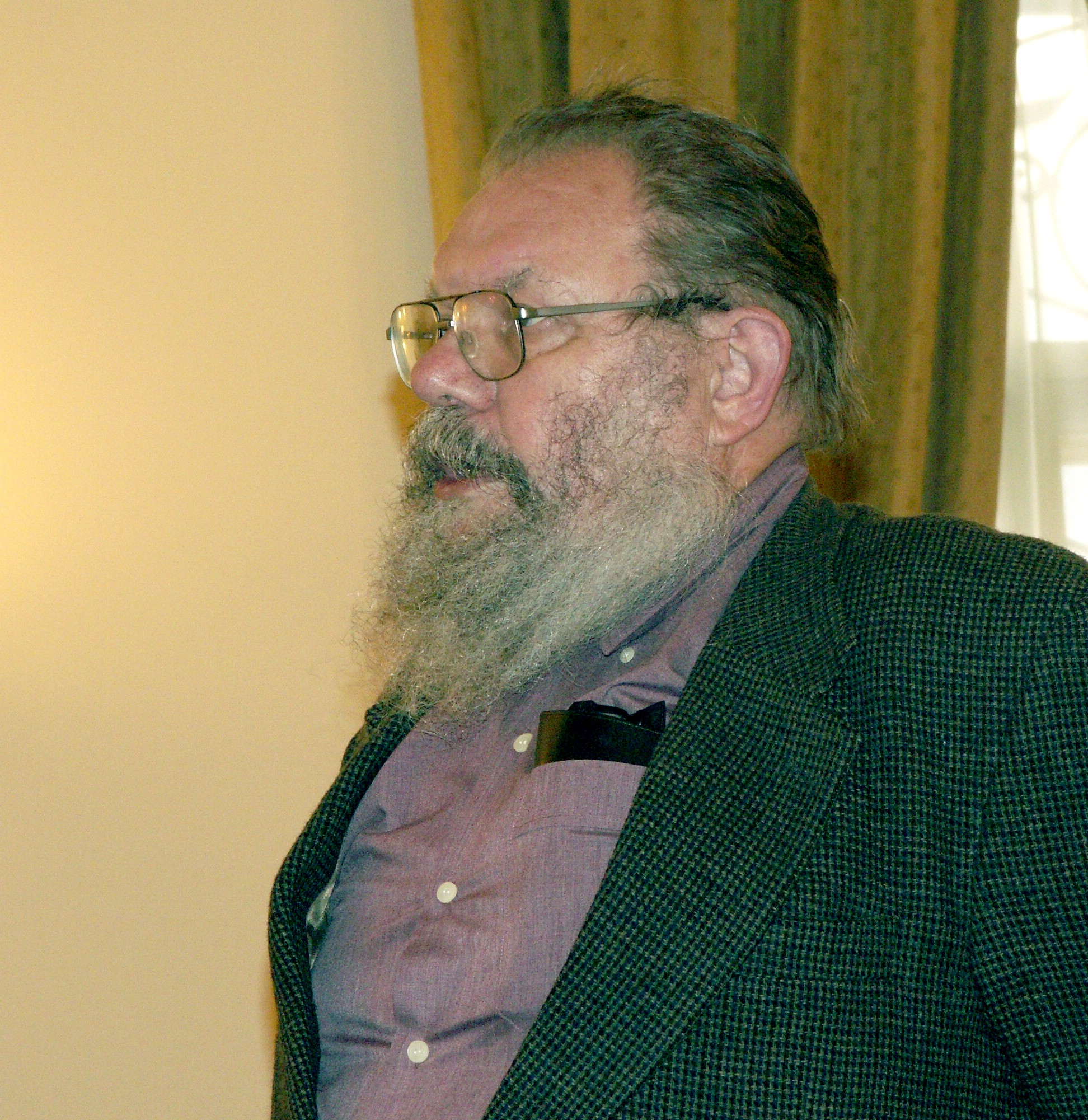
Kazys Almenas (2007)

Kazys Almenas (* 11. April 1935 in Gruzdžiai, Rajongemeinde Šiauliai; † 7. Oktober 2017 in Wilna) war ein litauischer Autor, Ingenieur und Physiker.

## Leben
Kazys Almenas wuchs in einem Dorf bei Šiauliai auf. 1944 wurde seine Familie gezwungen, nach der sowjetischen Okkupation nach Westen zu emigrieren. Er kam nach Deutschland und 1949 in die USA. Er studierte an der Northwestern University Nuklear-Ingenieurwesen. 1957 absolvierte er die University of Nebraska. 1968 promovierte er in Physik in Warschau, Polen. Ab 1969 lehrte er als Professor an der University of Maryland.
Kazys Almenas war Mitglied des litauischen Kulturverbands Santara-Šviesa. Ab 1966 besuchte er immer wieder seine Heimat Litauen. Nach der wiedererlangten Unabhängigkeit Litauens arbeitete er als Forscher am Institut für Energiewirtschaft Litauens in Kaunas. 1992 gründete er eine Forschungsgruppe für die Analyse der Sicherheit im Kernkraftwerk Ignalina und den Verlag Literrae universitatis, wo er die Herausgabe von Lehrbüchern für die litauischen Hochschulen an der Vytauto Didžiojo universitetas (VDU) organisierte. Daneben war er Autor und Mitautor von Abenteuerromanen und Novellen über das Mittelalter Litauens und der Autor der Bücherserie Skomantas. 2005 gründete er eine Stiftung für das Großfürstliche Schloss Vilnius. Von 2008 bis 2010 war er Mitglied im VDU-Rat und auch Mitglied im Restituierenden Senat der VDU.
Aufgrund seiner Aktivitäten im Energiebereich Litauens wurde Almenas mit einem nationalen Wissenschaftspreis ausgezeichnet.

## Ehrung und Auszeichnung
- 2013: Ehrendoktor der Vytautas-Magnus-Universität in Kaunas
- 2005: Litauischer Wissenschaftspreis